# 클라플린 원칙
클라플린 원칙(Claflin doctrine)인 신탁자의 동의 없이 신탁을 변경 또는 종료하기 위해서는 모든 수익자의 동의와 더불어 그것이 '신탁의 중요한 목적'에 관한 것이 아니여야 한다는 원칙이다. 

## 판례
Claflin v. Claflin, 20 N.E. 454 (Mass. 1889)사건에서 신탁자가 자식을 수익자로 하고, 21살이 될 때 1만 달러를, 25살에 달할 때에는 추가로 1만 달러를, 30세가 될 때에는 남은 신탁재산의 원본을 지급하도록 수탁자에게 지시한 신탁에서, 신탁자는 현 시점에서 수익자에게 신탁재산의 전액을 취득시키려는 것을 의도하지 않았다고 판시하고, 신탁의 종료를 부정하였다.